# Шергей Григорій Платонович
Григо́рій Плато́нович Шерге́й (нар. 7 серпня 1958, с. Кордишів, нині Тернопільська область) — український режисер-постановник, мистецтвознавець, громадський діяч. Депутат Тернопільської міської ради (2006).

## Життєпис
Григорій Шергей народився 7 серпня 1958 року в селі Кордишів Шумського району Тернопільської області України.
Закінчив Київський інститут культури (1981). Працював у Тернопільському обласному науково-методичному центрі народної творчості: методист, заступник директора, директор центру.
1990—1993 — співорганізатором конкурсів аматорського мистецтва та всеукраїнського фестивалю молодої режисури Тернопільські театральні вечори. Дебют (1990).
Режисер-постановник масових заходів, співрежисер Всеукраїнського свята народної творчості «Співоче поле-90», марш-парадів духових оркестрів 1989—1994 рр., свят стрілецької слави у с. Розгадів Зборівського району, смт Козова і м. Тернопіль.
Автор-постановник музичних програм обласної філармонії за творами Лесі Українки, «Гуморина–96» та інших концертних програм.
1992—1995 — начальник Тернопільського обласного управління культури.
1995—1998 — головний режисер Тернопільської обласної державної телерадіокомпанії. Автор циклу передач «Театральні нотатки», телефільму про народного артиста України Володимира Ячмінського, передач про історичні пам'ятки Тернопільщини.
Від 1997 р. — організатор і співзасновник ПП «Центр міжнародних культурних ініціатив».
2000—2007 — директор Тернопільської обласної філармонії. Організував симфонічний і камерний оркестри, чоловічий вокальний квартет, сприяв оновленню складу камерного хору та ансамблю «Надзбручанка»; сприяв організації виступів у Тернополі Н. Візаллі, Л. Вітошинського, Лесі Дичко, Богодара Которовича, Стефана П'ятнички, Марії Стеф'юк, В. Форгеля та інших.
2007—2021 року — начальник управління культури Тернопільської ОДА.
Від 2021 — директор Тернопільського обласного художнього музею.

## Доробок
У 2014 році видав книжку «Кордишів: минуле та сьогодення» про своє родинне село.

## Нагороди
- Заслужений діяч мистецтв України (2005)
- Почесна відзнака Міністерства культури і мистецтв України (2005)
- лавреат обласного конкурсу «Людина року–2015».